# 396 Aeolia
396 Aeolia eller 1894 BL är en asteroid i huvudbältet, som upptäcktes 1 december 1894 av den franske astronomen Auguste Charlois. Den är uppkallad efter Aiolien.
Asteroiden har en diameter på ungefär 39 kilometer. Den tillhör och har givit namn åt asteroidgruppen Aeolia.